# Ride on the Wind
Ride on the Wind – trzeci minialbum południowokoreańskiej grupy KARD, wydany 25 lipca 2018 roku przez wytwórnię DSP Media. Płytę promował singel o tym samym tytule. Sprzedał się w nakładzie 7681 egzemplarzy w Korei Południowej (stan na lipiec 2018 r.).

## Lista utworów
| CD | CD                             | CD                                            | CD                              | CD                                  | CD      |
| Nr | Tytuł utworu                   | Tekst                                         | Kompozycja                      | Aranżacja                           | Długość |
| -- | ------------------------------ | --------------------------------------------- | ------------------------------- | ----------------------------------- | ------- |
| 1. | „INTRO: Humming”               |                                               | DALGUI, Nassun                  | DALGUI                              | 1:12    |
| 2. | „Moonlight”                    | Nassun, BM, J.Seph, GR8MOON                   | Nassun, Rich Jang, DALGUI, DONO | Rich Jang, DALGUI                   | 3:19    |
| 3. | „Ride on the Wind”             | Nassun, BM, GR8MOON                           | Nassun, DALGUI, TAEMIN          | DALGUI                              | 2:56    |
| 4. | „Knockin' On My Heaven's Door” | Nassun, BM, J.Seph, GR8MOON                   | COMACOMA, Nassun                | COMACOMA, Chad Mad                  | 3:50    |
| 5. | „Dímelo”                       | Park Jung-wook, Kim Jun-yl, Blenn, BM, J.Seph | dani, Park Jung-wook            | dani, Park Jung-woo, kJung Chan-hee | 3:21    |
| 6. | „Ride on the Wind” (Inst.)     |                                               | Nassun, DALGUI, TAEMIN          | DALGUI                              | 2:56    |

## Notowania
| Lista                        | Pozycja |
| ---------------------------- | ------- |
| Gaon Weekly Album Chart      | 7       |
| Billboard World Albums Chart | 8       |
| Five Music (Tajwan)          | 14      |